# Agrilus barrati
Agrilus barrati (лат.) — вид узкотелых жуков-златок.

## Распространение
Вьетнам, Лаос, Китай, Таиланд.

## Описание
Длина узкого тела взрослых насекомых (имаго) 3,9—5,5 мм. Отличаются отчётливыми пронотальными лопастями и выпуклостью на центральном диске. Окраска спинной стороны варьирует от голубой до золотисто-зелёной с отблеском. Переднегрудь с воротничком. Боковой край переднеспинки цельный, гладкий. Глаза крупные, почти соприкасаются с переднеспинкой. Личинки развиваются на различных лиственных деревьях. Встречаются с марта по июль на высотах от 300 до 1500 м. Валидный статус был подтверждён в ходе ревизии, проведённой в 2011 году канадскими колеоптерологами Эдвардом Йендеком (Eduard Jendek) и Василием Гребенниковым (Оттава, Канада).